# Rolling Stones (film fra 1916)
Rolling Stones er en amerikansk stumfilm fra 1916 af Dell Henderson.

## Medvirkende
- Owen Moore som Dave Fulton.
- Marguerite Courtot som Norma Noggs.
- Denman Maley som Buck Ryder.
- Alan Hale som Jerry Braden.
- Gretchen Hartman som Mrs. Braden.